# Green Onions
| Оценки критиков | Оценки критиков |
| Источник        | Оценка          |
| --------------- | --------------- |
| AllMusic        | Без оценки      |

«Green Onions» — инструментальная композиция американской группы Booker T. & the M.G.'s.
Впервые была издана в мае 1962 года на стороне Б выпущенного на лейбле Volt Records (подлейбле Stax Records) сингла «Behave Yourself» (каталожный номер Volt 102), а потом быстро переиздана как сингл уже сама (как сторона А сингла с каталожным номером Stax 127). Также вошла в альбом Green Onions.
В США сингл с ней был по продажам сертифицирован золотым.
В США песня поднялась на 3 место чарта Billboard Hot 100 и на 1 место в ритм-н-блюзовом чарте того же журнала Billboard.
В 2004 году журнал Rolling Stone поместил песню «Green Onions» в исполнении группы Booker T. & the M.G.’s на 181 место своего списка «500 величайших песен всех времён». В списке 2011 года песня находится на 183 месте.
Британский музыкальный журнал New Musical Express тоже включил её в свой (опубликованный в 2014 году) список «500 величайших песен всех времён», на 169 место.
Кроме того, песня «Green Onions» в исполнении группы Booker T. & the M.G.’s входит в составленный Залом славы рок-н-ролла список 500 Songs That Shaped Rock and Roll.
В 1999 году сингл группы Booker T. & the M.G.’s с этой песней (1962 год, Stax Records) был принят в Зал славы премии «Грэмми».
Также в 1999 году песня была включена в Зал славы премии «Грэмми», а в 2012 году — в Национальный реестр аудиозаписей Библиотеки Конгресса США, в который включаются записи, которые должны быть сохранены для будущих поколений и находиться в режиме особого хранения.

## Чарты
| Чарт (1962)                   | Наив. поз. |
| ----------------------------- | ---------- |
| Австралия (Kent Music Report) | 73         |
| США (Billboard Hot 100)       | 3          |
| США (Billboard Hot R&B Sides) | 1          |
| США (Cash Box)                | 3          |

| Чарт (1980)                     | Наив. поз. |
| ------------------------------- | ---------- |
| Ирландия (IRMA)                 | 9          |
| Великобритания (OCC UK Singles) | 7          |

| Чарт (1962)             | Наив. поз. |
| ----------------------- | ---------- |
| США (Billboard Hot 100) | 53         |
| США (Cash Box)          | 34         |